# Léon Sée
Léon Sée (ur. 23 września 1877 w Lille, zm. 20 marca 1960 w Paryżu) – francuski szermierz, dwukrotny medalista olimpijski. 
Wystąpił na Letnich Igrzyskach Olimpijskich 1900 w Paryżu. Zdobył brązowy medal w szpadzie amatorów. W finałowej rundzie wygrał trzy z pięciu pojedynków. W szpadzie amatorów i zawodowców również uplasował się na trzecim miejscu, plasując się za zawodowcem Albertem Ayatem i amatorem Ramónem Fonstem (zwyciężył w czterech walkach z siedmiu przez niego stoczonych).